# 意外的旅客
《意外的旅客》（英語：The Accidental Tourist）是1988年的美國電影，由執導，、主演。

## 劇情
個性拘謹疏離的旅遊作家麥肯在一次出差回家後，其妻莎拉突然提出離婚。自從他們的獨子遭遇不幸之後，莎拉便對人性失去信任，兩人間也失去了重要的連結。麥肯在那之後平和地繼續原有的生活，但需要寬慰的莎拉始終走不出陰霾。而她也知道自已冷靜自制的丈夫沒有她所需要的情感交流，因此必須分開以重建自己的生活。
分居之後，兩人的生活變得更加沒有目的，但麥肯繼續冷靜的過活。由於莎拉的居處禁養寵物，平時寄放愛犬的地方又因牠開始咬人而不再收容，即將出差的麥肯隨機找路邊寵物旅館寄放自家的狗愛德華，從而認識了同樣離過婚的女老闆姆瑞爾。姆瑞爾能夠馴犬，願意替麥肯解決愛德華的行為問題，但麥肯只想自己處理。
麥肯終因愛德華的緣故摔斷了腿，只得帶著狗回老家暫住。愛德華的表現令老家的手足及來取稿的出版社老闆朱利安留下不好印象，要求馬肯把牠送走。馬肯只得時時找來姆瑞爾馴化愛德華。姆瑞爾藉機大方接近麥肯，令麥肯進退失據。朱利安看上麥肯的妹妹蘿絲，經常藉故來訪。而莎拉也有意於他，認定這就是期待已久的春天，終在感恩節聚餐中爆發式吐露心聲。但歷經婚姻失敗的麥肯並不相信愛情。
姆瑞爾在與麥肯一起馴犬的過程中不斷找機會接近麥肯，並向他介紹自己早產而體質嚴重過敏的七歲兒子亞歷山大。在一次晚餐邀約中，麥肯不得不吐露自己失子的心靈創傷其實未曾痊癒。他既無法與人共餐也無法和小男孩交談。善於與動物溝通的姆瑞爾盡心撫慰麥肯。兩人開始了戀情，進而同居。麥肯與姆瑞爾的小兒子相處極佳。他不再拒人千里，而向來畏縮的亞歷山大也逐漸變得開朗。但姆瑞爾逐漸對他產生情感依賴，開始逼婚，但歷經婚姻失敗的麥肯並不相信婚姻。
朱利安與蘿絲終於結婚，莎拉當伴娘，因而又與麥肯相見。之後經常藉機打電話問候出門在外的麥肯，這在他們還是夫妻時從未發生。由於莎拉租約到期找不到合適的新居，於是又搬回夫妻倆的居所。舊情逐漸復燃。但莎拉的多言與疑心病令麥肯難以接受。
蘿絲在與朱利安的新環境中不辨東西，遂以照顧兄弟為名長住娘家。朱利安以為自己的婚姻要完蛋了。麥肯建議他安排老婆到自家出版社工作。
在一次出差中，姆瑞爾竟自行跟隨，再度對麥肯展開熱烈追求，麥肯煩不勝煩。適逢他又扭傷了背脊，已在出版社工作的蘿絲俐落地安排莎拉前去照料。麥肯逐漸復原，但蘿絲對於姆瑞爾竟在附近感到不自在，兩人再起口角。麥肯終於明白，在兩人相處中，重要的並不是有多愛對方，而是自己因為對方而有什麼選擇，成為什麼樣的人。他喜歡與姆瑞爾在一起時的自己。於是最後一次告別莎拉，坐上計程車準備至機場搭機回國。半途上，恰逢姆瑞爾也要攔車，於是要計程車停下來等她。車內車外的兩人相視而笑，知道將要一起搭機飛向下一段旅程。

## 演員
- 威廉·赫特 飾
- 凱瑟琳·透納 飾
- 吉娜·戴維斯 飾

## 外部連結
- 開眼電影網上《意外的旅客》的資料（繁體中文）
- 豆瓣电影上《意外的旅客》的資料 （简体中文）
- 时光网上《意外的旅客》的資料（简体中文）
- AllMovie上《意外的旅客》的资料（英文）
- 爛番茄上《意外的旅客》的資料（英文）
- Box Office Mojo上《意外的旅客》的資料（英文）
- TCM电影资料库上《意外的旅客》的资料（英文）
- Metacritic上《意外的旅客》的資料（英文）
- 互联网电影数据库（IMDb）上《意外的旅客》的资料（英文）